# Operation Vigilant Resolve
Operation Vigilant Resolve (deutsch: wachsame Entschlossenheit) bezeichnet einen militärischen Versuch, die westirakische Stadt Falludscha zurückzuerobern. Die Operation begann am 4. April 2004, nachdem es wiederholt zu gewalttätigen Übergriffen von Rebellen auf US-Truppen gekommen war.
Die Operation wird auch vereinzelt als 1. Schlacht von Falludscha bezeichnet. Bei der 2. Schlacht handelt es sich um die Operation Phantom Fury.

## Im Vorfeld
Nach dem Zusammenbruch der Baath-Partei im April 2003 durch den Irakkrieg hatten die Einwohner Falludschas einen Gemeinderat gewählt. Der Rat sollte die Plündereien und das Chaos bekämpfen und die Ordnung wiederherstellen. Der Gemeinderat war pro-amerikanisch eingestellt und die Armeeführung vertrat die Meinung, dass eine größere Truppenstationierung in Falludscha nicht notwendig sei.
Am Abend des 28. April 2003 widersetzte sich eine Gruppe von ca. 250 Einwohnern der Ausgangssperre und versammelte sich bei einer Schule, die von der 82nd Airborne Division als Quartier genutzt wurde. Die Menschenmenge wollte dafür demonstrieren, dass die US-Soldaten die Schule wieder freigeben, damit der Schulbetrieb wieder aufgenommen werden konnte. Nachdem mehrere Demonstranten nach US-Angaben mit AK-47 das Feuer eröffneten, fühlten sich die Wachsoldaten auf dem Dach der Schule bedroht und schossen zurück. Dabei wurden 15 Personen getötet und weitere 59 verletzt. Zwei Tage später kam es zu einem ähnlichen Vorfall am ehemaligen Büro der Baath-Partei, bei dem 2 Iraker starben. In beiden Fällen behaupteten die beteiligten US-Soldaten, dass sie lediglich das Feuer erwidert hätten.
Das US Marine Corps ersetzte Anfang März 2004 die US Army in diesem Bereich und die I. Marine Expeditionary Force (unter Generalleutnant James T. Conway) mit der 1. US-Marineinfanteriedivision (unter Generalmajor James N. Mattis) waren für den Bereich Falludscha zuständig. Ende März 2004 übernahm das 2. Bataillon des 1. US-Marineinfanterieregiments das Kommando in der Stadt.
Ehemalige Mitglieder der irakischen Armee begannen einen Guerillakampf gegen die Besatzer. Die eskalierende Gewalt gegenüber den amerikanischen Truppen führte im März 2004 zu einem vorläufigen Rückzug aus dem Stadtgebiet an den Stadtrand. Die Bevölkerung Falludschas litt unter dem zunehmenden Einfluss dieser Splittergruppen. Im selben Zeitraum begannen Marine-Soldaten mit der Abriegelung der Stadt, um die Miliz einzukesseln.
Am 31. März 2004 wurde ein Konvoi mit vier amerikanischen Zivilisten überfallen, als sie einen Nahrungsmitteltransport durch Falludscha eskortieren wollten. Später stellte sich heraus, dass es sich um vier Mitarbeiter des Unternehmens Blackwater USA gehandelt hatte. Im Anschluss kam es zu Ausschreitungen in der Stadt, bei denen die Leichen der Männer verstümmelt und verbrannt wurden. Der wütende Mob hängte zum Höhepunkt des Aufstands die geschändeten Leichen an einer Brücke auf. Das Militär stellte die Zusammenarbeit mit den lokalen Behörden ein und beschloss eine Militäroperation, um die Lage in Falludscha zu klären.

## Gefechtsverlauf
Am 4. April starteten die Vereinigten Staaten einen Hauptangriff (Operation Vigilant Resolve) mit dem Ziel, Falludscha erneut zu besetzen, die Stadt zu halten und dauerhaft zu befrieden.
Die 1. US-Marineinfanteriedivision griff mit dem Combat Team 1 (RCT-1) unter Oberst John Toolan und dem 2. Bataillon des 1. Marineinfanterieregiments unter Oberstleutnant Gregg Olsen von Nordwesten und dem 1. Bataillon des 5. Marineinfanterieregiments unter Oberst Brennan T. Byrne von Südosten in einer Zangenbewegung die Stadt an. Unterstützt wurden sie nachfolgend durch drei weitere Bataillone, darunter das 1. leichte Panzeraufklärungsbataillon. Unterstützt wurden die US-Einheiten auch durch das überwiegend durch irakische Kurden besetzte 36. Kommandobataillon und Einheiten der irakischen 1. Brigade der Nationalgarde. Falludscha konnte völlig abgeriegelt werden, und die mit Nachtsichtgeräten ausgerüsteten US-Soldaten wollten nachts in das Stadtzentrum vordringen. Am dritten Gefechtstag befanden sich ca. 25 % der Stadt unter der Kontrolle der US-Marines, die heftig durch die Aufständischen bekämpft wurden. Das 3. Bataillon des 4. Marineinfanterieregiments unter Oberst McCoy wurde zur Verstärkung eingesetzt, ebenso rund 700 Soldaten der irakischen Nationalgarde, die über zahlreiche Verluste aus den Kampf abgezogen werden mussten, auch weil einige der Soldaten zu den Aufständischen übertraten. Das US-Oberkommando war mit dem Operationsverlauf bis 6. April nicht zufrieden, denn die eigenen Verluste waren zu hoch und die Rebellen kontrollierten noch große Teile der Stadt, obwohl bereits Schlüsselpositionen durch US-Marines erobert worden waren. Die Führungsoffiziere des I. Marine Expeditionary Force gaben am selben Tag bekannt, dass die Stadt mit der derzeitigen Truppenstärke nicht zu erobern und zu halten sei. Vom 7. bis zum 9. April versuchten die US-Einheiten in Falludscha weiter voranzukommen, erreichten aber nur die Einnahme des Industrieviertels im Südosten der Stadt.
Ein Treffen zwischen dem Gemeinderat und den US-Truppen fand am 9. April statt. Die vereinbarte Feuerpause war zur Versorgung der Bevölkerung gedacht und für die Einwohner, damit diese ihre Toten und Verletzten bergen konnten. Es kam immer wieder zu kleineren Feuergefechten während der Waffenruhe, sodass sie schließlich wieder beendet wurde. Während der Kämpfe im April 2004 sank die Bevölkerungszahl der Stadt von ca. 250.000 Einwohnern auf ca. 30.000. Die Mehrzahl der Einwohner wartete in Flüchtlingscamps außerhalb der Stadt auf ein Ende der Kämpfe.
Während des ganzen Monats war die Stadt heftig umkämpft. Unterstützung bekamen die Bodentruppen aus der Luft. In der Nacht flogen AC-130 und am Tag F-15s und Bell AH-1 Cobras ihre Einsätze. Bis zum 13. April starben 44 Marines, und die Operation Vigilant Resolve scheiterte an einem Stellungskrieg mit zahlreichen Straßenkämpfen.
Am 1. Mai 2004 zogen die amerikanischen Truppen aus Falludscha ab. Das United States Central Command gab Folgendes bekannt: Die neu aufgestellte Falludscha-Brigade unter dem Kommando von General Dschasim Mohammed Saleh wird die Sicherheit und Ordnung in der Stadt wiederherstellen.
Die Operation Vigilant Resolve war beendet.

## Folgen
Durch den Einsatz von weißem Phosphor und Uranmunition kam es zu weitreichenden Kriegsfolgen. Es wurden vermehrt Fälle von Leukämie, Meningitis, Thalassämie, Septikämie, Missbildungen der Niere, Gehirntumore, Brustkrebs und maligne Lymphome festgestellt. Die Säuglingssterblichkeit stieg und das Verhältnis zwischen männlichen und weiblichen Neugeborenen änderte sich. In Bodenproben, in Trinkwasser und anderen Wasserquellen sowie in Haarproben von Eltern missgebildeter Kinder wurden hohe Werte von Uran gefunden.

## Beteiligte Truppenteile
- 1. US-Marineinfanteriedivision

1st Battalion, 5th Marines
2nd Battalion, 1st Marines
2nd Battalion, 2nd Marines
3rd Battalion, 4th Marines
1st Tank Battalion

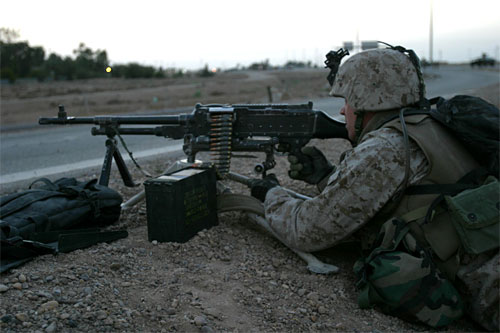
Soldat der 1. US-Marineinfanteriedivision mit M-240G-MG außerhalb von Falludscha, 5. April 2004

- Marine Medium Helicopter Squadron 161 (HMM-161)
- Marine Light Attack Helicopter Squadron 775 (HMLA-775)
- Marine Light Attack Helicopter Squadron 167 (HMLA-167)
- Strike Fighter Squadron 131 (VFA-131)
- Delta Force
- 1. Brigade der irakischen Nationalgarde
- 36. irakisches Kommandobataillon

## Verweise